# Celaenini
Celaenini è una tribù appartenente alla famiglia Araneidae dell'ordine Araneae della classe Arachnida.
L'etimologia di questa tribù è alquanto articolata: deriva dal greco Κελαινὼ, Kelainò, Celeno, una delle tre Arpie della mitologia che, fra l'altro aveva l'uso di imbrattare di escrementi ciò che non riusciva a rubare. I ragni appartenenti a questa tribù hanno infatti l'aspetto simile agli escrementi di uccelli, loro predatori, proprio per tenerli alla larga. Il loro nome inglese è bird dropping spider, che significa appunto ragno-escremento d'uccello; in aggiunta il suffisso -ini che designa l'appartenenza ad una tribù.

## Tassonomia
Al 2007, si compone di due generi:
- Celaenia THORELL, 1868
- Taczanowskia KEYSERLING, 1879